# Ачхой-Мартановское городское поселение
Ачхой-Мартановское городское поселе́ние — муниципальное образование в Ачхой-Мартановском районе Чечни Российской Федерации.
Административный центр и единственный населённый пункт — город Ачхой-Мартан.

## История
Законом Чеченской Республики от 14 июля 2008 года было образовано Ачхой-Мартановское сельское поселение с центром в селе Ачхой-Мартан. В связи с приданием селу статуса города в феврале 2023 года, соответственно, Законом Чеченской Республики от 18 июля 2023 года было принято решение о преобразовании Ачхой-Мартановского сельского поселения в Ачхой-Мартановское городское поселение к 1 января 2024 года.

## Население
| 2010    | 2012    | 2013    | 2014    | 2015    | 2016    | 2017    |
| ------- | ------- | ------- | ------- | ------- | ------- | ------- |
| 20 172  | ↗21 176 | ↗21 664 | ↗22 187 | ↗22 569 | ↗22 922 | ↗23 282 |
| 2018    | 2019    | 2020    | 2021    | 2023    | 2024    |         |
| ↗23 667 | ↗24 212 | ↗24 864 | ↗30 739 | ↗30 760 | ↗31 286 |         |